# 內皮爾峰

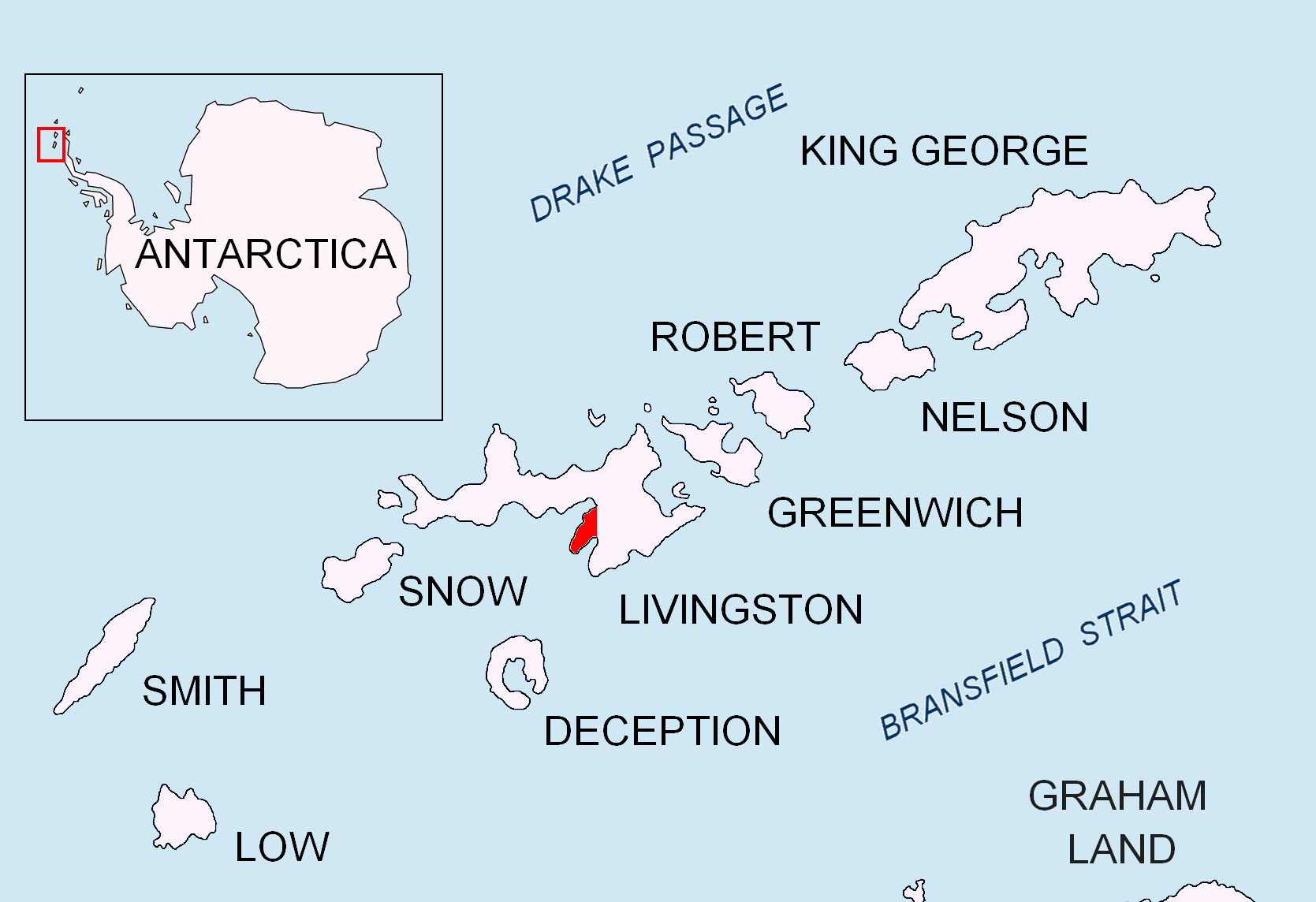

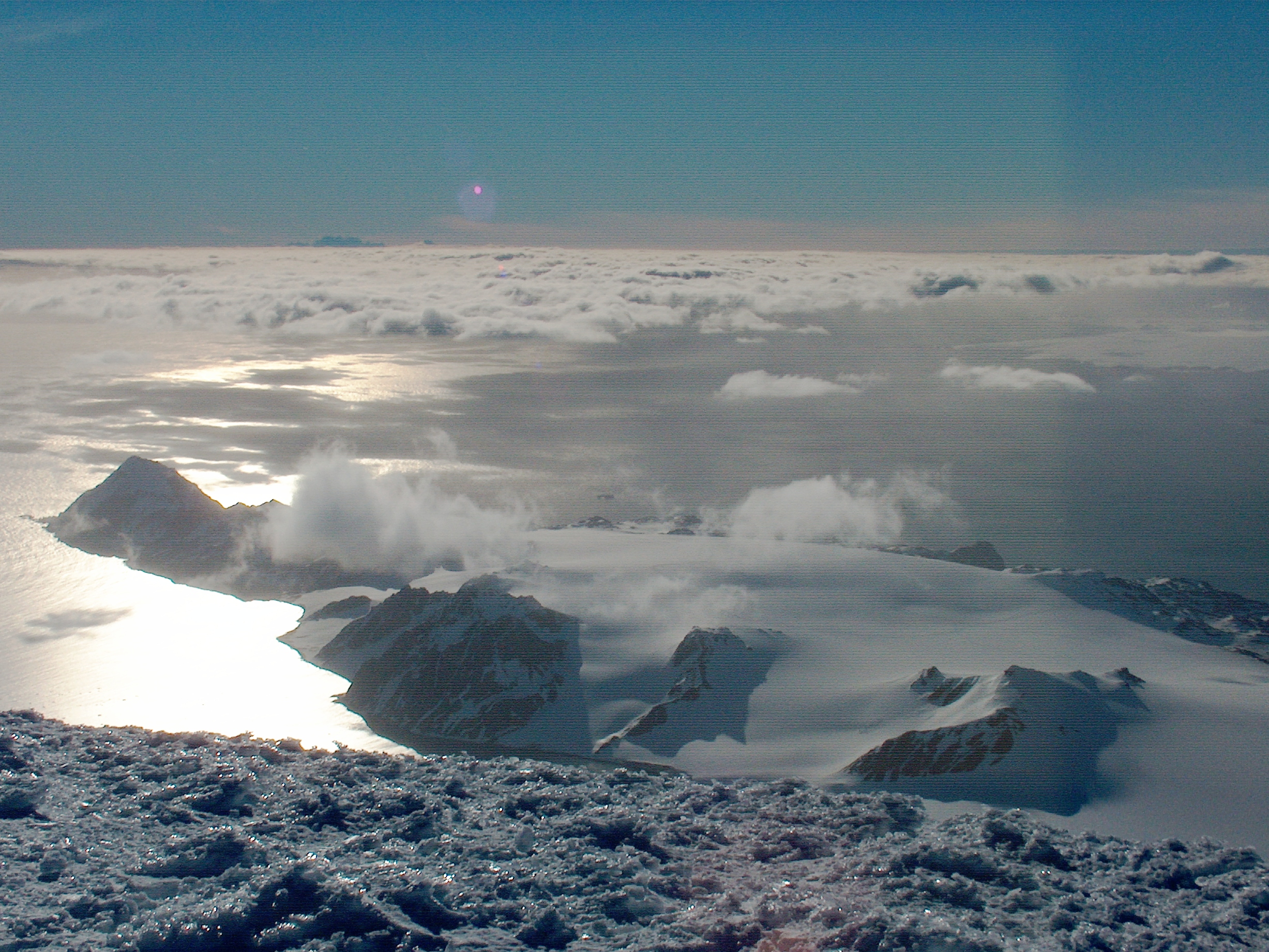

內皮爾峰（英語：Napier Peak）是南極洲的山峰，位於南設得蘭群島的利文斯頓島，海拔高度380米，處於查魯雅嶺東南面2.05公里，現時由南極條約體系管理。

## 外部連結
- SCAR Composite Gazetteer of Antarctica（页面存档备份，存于）.

62°40′17.4″S 60°19′30.5″W / 62.671500°S 60.325139°W